# روبرت اینگی داگلاس
روبرت اینگی داگلاس (ایسلندی: Róbert Ingi Douglas) کارگردان، فیلم‌نامه‌نویس و فیلم‌بردار ایسلندی-ایرلندی است.
از فیلم‌هایی که وی در آن‌ها نقش داشته‌است، می‌توان به رؤیای ایسلندی اشاره نمود.